# Monte Rosa (spoorwegen)
De Monte Rosa is een internationale trein op het traject Milaan - Genève
De internationale spoorwegen hebben vanaf het begin namen gegeven aan hun treinen. De eerste locomotieven hadden bijvoorbeeld namen als Rocket, Arend en Limmat. Toen het spoorwegnet verder groeide werden ook langeafstandstreinen van namen voorzien, bijvoorbeeld de California Zephyr in de Verenigde Staten en de Oriënt-Express in Europa. Zowel de CIWL als de MITROPA hadden al voor de Tweede Wereldoorlog hun langeafstandstreinen van een naam voorzien. Monte Rosa is het bergmassief op de grens van Italië en Zwitserland ten westen van de Simplontunnel.

## Eurocity
De Monte Rosa is een van de Eurocities tussen Italië en Zwitserland die door Cisalpino werden geëxploiteerd.

### Route en dienstregeling
EC 129 / MG, GM /
| MG | land        | station         | km  | GM |
| -- | ----------- | --------------- | --- | -- |
|    | Italië      | Milano Centrale | 0   |    |
|    | Italië      | Domodossola     | 125 |    |
|    | Zwitserland | Brig            | 167 |    |
|    | Zwitserland | Sion            | 221 |    |
|    | Zwitserland | Lausanne        | 313 |    |
|    | Zwitserland | Genève-Cornavin | 374 |    |
|    | Zwitserland | Genève Aeroport | 380 |    |